# گربه کورات
گربه کورات (تایلندی: โคราช, มาเลศ, สีสวาด) یک گربه خانگی با نوک نقره ای خاکستری آبی و مو کوتاه با هیکلی کوچک تا متوسط و درصد کمی چربی بدن است. بدن آن نیمه لپه ای است و نسبت به اندازه اش به‌طور غیرعادی سنگین است. این یک گربه فعال باهوش و بازیگوش است که با مردم پیوندهای محکمی برقرار می‌کند و بسیار خوش صدا است و صدایی متفاوت از سایر نژادها دارد. از ویژگی‌های متمایز کورات می‌توان به سر قلبی شکل آن، چشمان سبز درشت آن اشاره کرد. پنجه‌های جلویی آن کوتاه‌تر از پنجه‌های عقب است.